# Богит

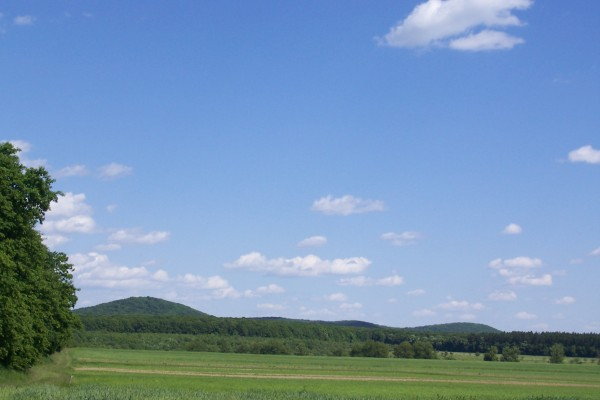
Вигляд на Богит і кряж

Боги́т (Боху́т, Бохи́т) — 1) гора у природному заповіднику Медобори Тернопільської області
Медобори- мальовничий заповідник, зі скелястими рельєфами, Товтрами, ізольованими горбами та гребенями, густими лісами, збагаченими мінералами печерами, широкими степами та унікальними тваринами, такими як борсук європейський, сарна європейська (дика коза) та лисиця звичайна.
Назва -  "Медобори" з'явилася від іллірійського "medubaris", що у перекладі дає частковий опис даного природного заповідника - між долинами. 
2) давньоукраїнське язичницьке городище-святилище 9—13 століть.

## Географія
Гора Богит розташована на Товтровому кряжі в Медоборах (координати 49°11′ пн. ш. 26°10′ сх. д. / 49.183° пн. ш. 26.167° сх. д.) недалеко від Гусятина. Висота 417 м. над р. м. 
Гора розташована в межах державного заповідника «Медобори».

## Дослідження

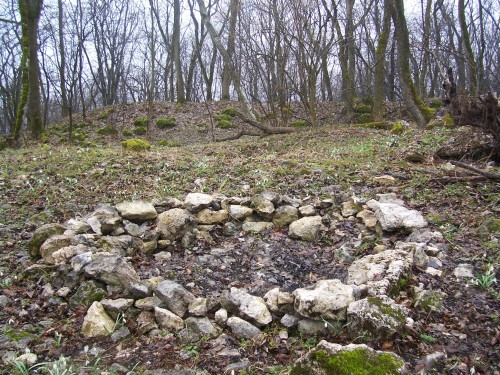
Місце, де колись стояв кумир Святовита, г. Богит

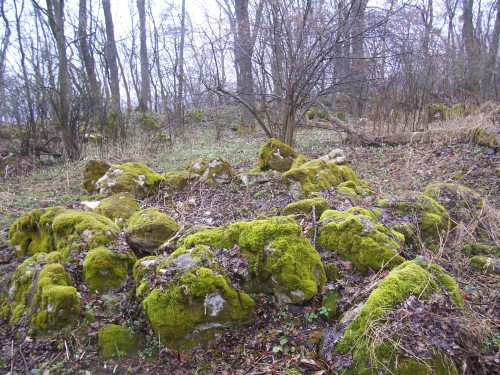
Капище на г. Богит

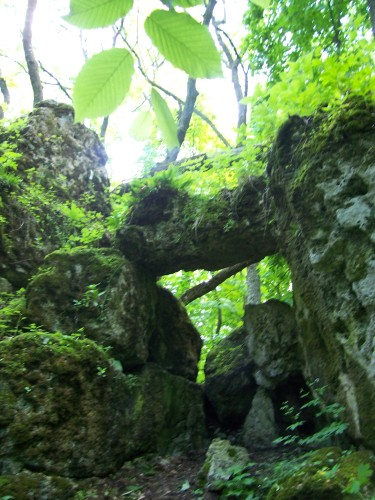
Камінь-дольмен на горі Богит

Недалеко від Богита в річці Збруч 1848 р. було знайдено так званий Збручанський ідол. 1848 року краєзнавець Потоцький, оглядаючи береги Збруча поблизу місця знахідки кам'яного образу Рода (Святовита), висловив думку, що він спочатку міг стояти на одній із прибережних висот (на Богиті). 
Вперше Богит дослідив археолог Адам Кіркор у кінці ХІХ століття. 
Достовірність здогадки Потоцького довела експедиція 1984 року під керівництвом  Ірини Русанової та Б. Тимощука (співробітники Інституту археології АН СРСР) та М. Ягодинської (співробітниці Тернопільського краєзнавчого музею). У перших закладених тут шурфах було виявлено кераміку скіфського часу — святилище на горі Богит існувало від IV—V ст.до н. е. 
На Богиті зафіксовано капище з місцем для кумира, жертовну яму, ритуальні наземні будинки та тимчасові заглиблені житла для прочан. Святилище Богит було оточене системою валів і ровів. До комплексу городища входили курганні та ґрунтові могильники з тілоспаленням, поселення-супутники. Під час розкопок у жертовній ямі було начебто знайдено перстень галицького короля Юрія І. 
У горах на північ біля річки Збруч виявлені залишки ще кількох давньослов'янських святилищ, найбільше з яких — Звенигород з трьома капищами, ймовірним язичницьким храмом. Тут знайдено срібні каблучки, скляні браслети, замки, ключі, сокири, стріли, коси, ножиці.

## Святилище на горі Богит

Мапа розташування основних городищ Збручанського культового центру.

Жвава розбудова Збручанського культового центру розпочалася приблизно у ІХ столітті на території з цілющими джерелами, де зберігалися ще стародавніші культові пам'ятки: городища-сховища Трипільської (с. Крутилів), Висоцької (урочище Замчище) культур, земляні вали скіфського часу -5 — 6 ст. до н. е. (урочища Богит, Ґовда та Звенигород).
При підніжжі городища-святилища на горі Богит розташовувався курганний могильник, а навколо — кілька ранньослов'янських селищ.
На найвищому місці городища-святилища було споруджено капище-майданчик значних розмірів (70х50 м). Центральною спорудою тут був вівтар — підвищення поперечником 9 м, викладене з каменю. У його центрі — розчищена квадратна яма, оточена плоскими каменями. Було встановлено, що величина і конфігурація цієї заглибини в центрі п'єдестала повністю відповідає розмірам нижньої частини Збруцького ідола (образ Святовита). Ймовірно, ім'я цього Бога і дало назву горі — Богит.
На городищі виявлено і цілу низку невеликих напівземлянок, довге наземне житло.
Навколо п'єдесталу з чотириликим образом бога Святовита на горі Богит розкопано, як і на Пирині (неподалік), вісім жертовних ям. Трохи далі виявлено ще одну культову споруду трохи менших розмірів, ніж п'єдестал для статуї цього бога. Обкладено це підвищення теж каменем, а в середині залишено велику яму, заповнену жертвоприношеннями. На горі Богит розкопано і дві загадкові дуже великі ями площею до 10 м². Обидві вони висічені в скелі, одна — на глибині майже 5, а друга — понад 6 м. Тут, як і в інших культових ямах-святилищах, виявлено рештки жертвоприношень — кістки тварин, фрагменти слов'янської кераміки X — XII ст., прикраси у вигляді уламків скляних браслетів тощо.
Такий релігійно-культурний центр міг нормально функціонувати за умови, що життя громади обслуговуватимуть професійні волхви та жерці.
Є припущення, що Збручанські святилища взяли на себе функції головного центру язичництва княжої Руси замість ліквідованих Володимиром святилищ на Русі, проте розбудову городищ над Збручем розпочато у 9 ст. н. е., що суттєво раніше, ніж релігійна реформа у Києві.
Згідно з даними розкопок, на самому Богиті, у святині Святовита, релігійне життя занепало приблизно у XIII сторіччі, але низка фактів, встановлених при розкопках інших святинь Медоборів (Гора Рожаниця, узгір'я Баба, Триніг, Старий Кут, Баба, Високий Камінь), дають змогу датувати останні дохристиянські богослужіння в Медоборах ще навіть у XVII столітті. Це ймовірно, враховуючи віддаленість храму Святовита та й цілого комплексу інших галицько-подільських капищ від основних центрів християнізації тодішніх слов'янських земель.

### Дольмен
Дольмен знаходиться в стороні від валу. Він рукотворний: утворений двома вертикальними каменями і одним горизонтальним. У каменях є дірки-отвори. Датувального матеріалу не виявлено, що дозволяє висувати різні припущення щодо часу побудови дольмену. Зокрема, є версія, що його побудували представники культури лійчастого посуду.

Богит. Дольмен

### Стара дорога
Стара дорога веде до святилища, яке оточене двома кільцевими рукотворними валами та двома поперечними. В основі цих земляних валів знаходяться ще кам'яні вали 5 — 6 ст. до н. е., які в доруські часи було підсипано землею.
Один поперечний вал відділяв загальнодоступну частину городища від священної. У загальнодоступній частині знаходилися 40 будівель, заглиблених у землю з вогнищами. Тут знаходились і довгі будівлі-контини, які виконували роль обрядових. Неподалік знаходилися два сухі колодязі.
Поруч із в'їздом у городище була піч, у якій випікали ритуальний хліб.

### Галерея

Соснова смуга по дорозі на Богит  Екологічна стежка на Богит. Дольмен
Дорога на Богит. Рогатка
Схема заповідника Медобори
Екологічна стежка на Богит
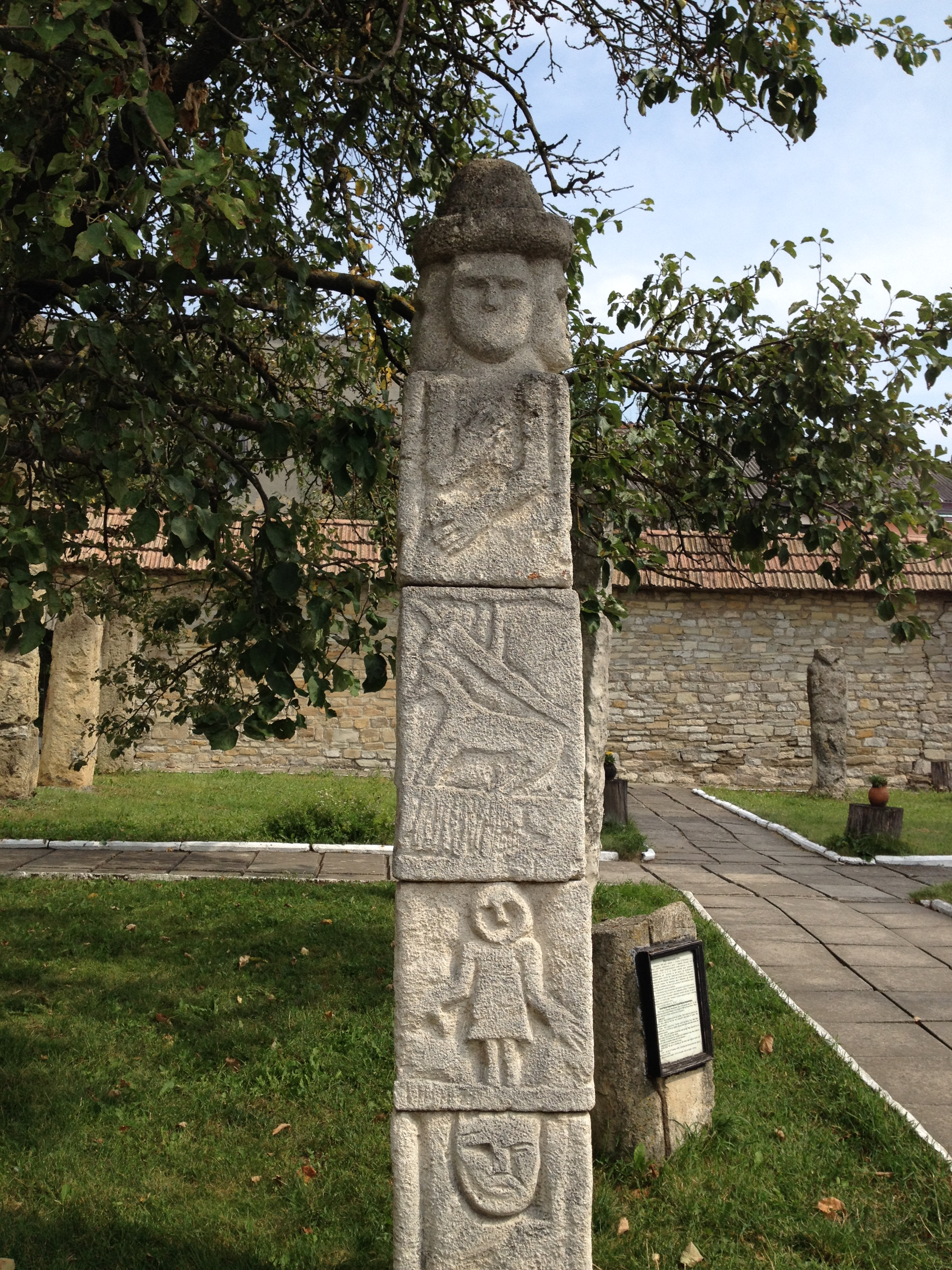
Копія "Збруцького ідола".
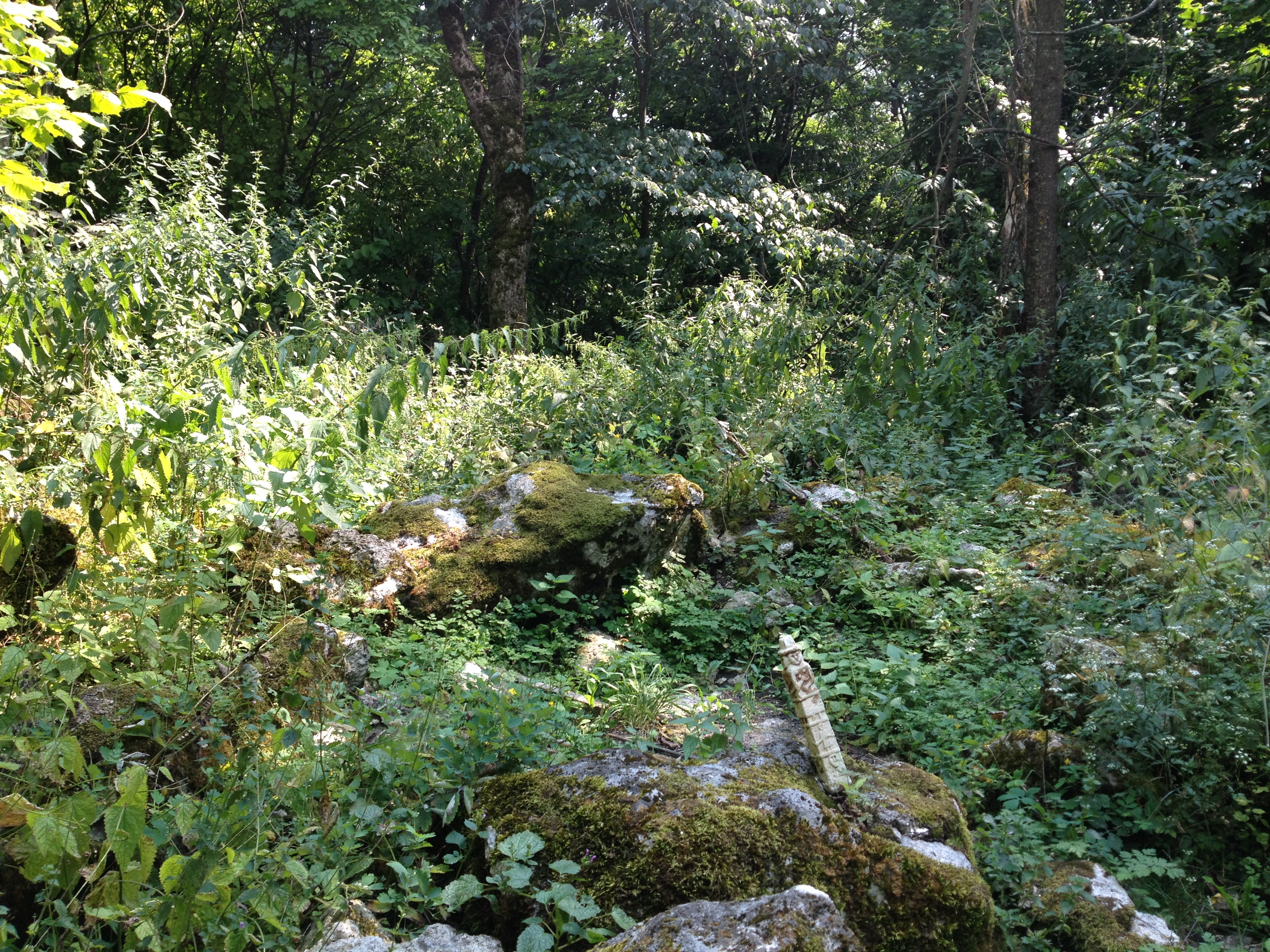
Богит. Жертовник.